# Fushë-Arrëz
Fushë-Arrëz é uma cidade e município (em albanês:  bashkia) da Albânia localizado no distrito de Puka, prefeitura de Escodra.